# Zebrasoma rostratum
Zebrasoma rostratum és una espècie de peix pertanyent a la família dels acantúrids.

## Descripció
- Pot arribar a fer 21 cm de llargària màxima.
- 4-5 espines i 23-28 radis tous a l'aleta dorsal i 19-24 radis tous a l'anal.
- És de color marró fosc a gairebé negre.[3][4]

## Alimentació
Hom creu que menja algues.

## Hàbitat
És un peix marí, associat als esculls i de clima tropical (23 °C-28 °C) que viu entre 8 i 35 m de fondària.

## Distribució geogràfica
Es troba al Pacífic oriental central: des de les illes de la Línia, les illes Marqueses, les illes de la Societat i les Tuamotu fins a Pitcairn.

## Costums
És bentopelàgic.

## Observacions
És inofensiu per als humans.